# Рэтклифф, Питер
Питер Рэтклифф (Peter John Ratcliffe; род. 14 мая 1954, Моркам, Англия) — британский учёный-медик и молекулярный биолог, специалист по тому, как клетки ощущают кислород (oxygen sensing), а также по гипоксии. Директор оксфордского Target Discovery Institute (TDI) и там же член Ludwig Institute for Cancer Research, также директор по клиническим исследованиям Francis Crick Institute; член Лондонского королевского общества и АМН Великобритании (обоих — с 2002). Рыцарь-бакалавр (2014).
Лауреат Нобелевской премии по физиологии и медицине 2019 года, совместно с Уильямом Дж. Кейлином-младшим и Греггом Л. Семенза «за их открытия того, как клетки чувствуют и адаптируются к доступности кислорода».

## Биография
Вырос в северном Ланкашире. Учился медицине в Колледже Гонвилл-энд-Киз. Прошёл клиническую подготовку в старейшей больнице Лондона госпитале Святого Варфоломея. В 1978 году получил степень Bachelor of Medicine, Bachelor of Surgery. Затем работал в London postgraduate hospitals, после чего обучался нефрологии в Оксфорде, однако затем переобучился — по молекулярной биологии, и в 1990 году как старший фелло Wellcome Trust основал в Оксфорде лабораторию биологии гипоксии, которую возглавлял более 20 лет. В 1987 году получил степень доктора медицины MD в Кембриджском университете. С 1996 года профессор, с 2003(4?) по 2016 год профессор имени Наффилда (Nuffield Professor) Оксфордского университета. Ныне директор оксфордского Target Discovery Institute (TDI) и там же член Ludwig Institute for Cancer Research, с 2016 года также директор по клиническим исследованиям Francis Crick Institute.
Член EMBO (2006), иностранный почётный член Американской академии искусств и наук (2007).

## Награды
- Louis-Jeantet Prize for Medicine[англ.] (2009)[8]
- Международная премия Гайрднера, Канада (2010)
- Baly Medal[англ.] лондонской Королевской коллегии врачей (2011)
- Pasarow Award[нем.] одноимённого фонда (2012)
- Grand Prix scientifique de la Fondation Lefoulon-Delalande[англ.], Институт Франции (2012)
- Jakob-Herz-Preis[нем.], германский Университет Эрлангена — Нюрнберга (2013)[9]
- Премия Уайли одноимённого фонда (2014)
- Премия Альберта Ласкера за фундаментальные медицинские исследования (Ласкеровская премия) (2016)
- Buchanan Medal[англ.] Лондонского королевского общества (2017)
- Премия Мэссри (2018)
- Нобелевская премия по физиологии или медицине (2019, совместно с У. Кейлином и Г. Семенза)